# Caligodes laciniatus
Caligodes laciniatus är en kräftdjursart som först beskrevs av Henrik Nikolai Krøyer 1863.  Caligodes laciniatus ingår i släktet Caligodes och familjen Caligidae. Inga underarter finns listade i Catalogue of Life.